# Cephalosphaera redunca
Cephalosphaera redunca är en tvåvingeart som först beskrevs av Hardy 1972. Cephalosphaera redunca ingår i släktet Cephalosphaera och familjen ögonflugor.
Artens utbredningsområde är Myanmar. Inga underarter finns listade i Catalogue of Life.